# ガラスの艦隊 疾風のクレイディオ
ガラスの艦隊 疾風のクレイディオ（ガラスのかんたい かぜのクレイディオ）：アニメ「ガラスの艦隊」に関したインターネットラジオ番組。

## パーソナリティー
- 津田健次郎（クレオ）
- 植田佳奈（アイメル）

## 配信曜日など
- 放送期間：2006年7月20日～2007年1月18日(全26回)
- 配信サイト：音泉
- 配信日：毎週木曜日
- スポンサー：GDH・ゴンゾスタイル・コスパ

## コーナー
- ふつおた
- 雀荘植田にようこそ(隔週)
- ガラスのInformation!
- 疾風の人生相談革命！(隔週)
- クレオのハーモニカ革命！(隔週)

## ゲスト
- 石田彰(#9,10)
- 白石涼子(#11,12)(公開録音)
- 大川透(#25,26)